# Hipólita de Narváez
Hipólita de Narváez (Antequera, 15??-16??) fue una poeta española del Siglo de Oro. Perteneció al grupo poético conocido como la escuela antequerano-granadina que se desarrolló en el entorno de la Cátedra de Gramática de Antequera a finales del siglo XVI y comienzos del XVII.

## Biografía
Los datos biográficos acerca de la poeta son escasos e inciertos. Hipólita de Narváez es una de las tres mujeres poetas, con a Cristobalina Fernández de Alarcón y Luciana de Narváez, antologadas en la Primera parte de las Flores de poetas ilustres de España (1605) de Pedro Espinosa. 
Sin embargo, el nombre de las dos Narváez no aparece en los registros de Antequera. Algunos historiadores se refieren a Hipólita de Narváez como Polonia o Apolonia. De acuerdo con la hipótesis para la identificación de la poeta de Juan Javier Moreau Cueto, de entre las mujeres nacidas con este nombre en la segunda mitad del siglo XVI Hipólita de Narváez sería «Dª Polonia, progenitora de Diego Fernández Chacón y casada con Agustín de Morales en 11 de febrero de 1601». Según Moreau Cueto, la utilización de un seudónimo para firmar los poemas en la antología de Espinosa pudiera responder a “la necesidad de ocultamiento frente a la presión social de su grupo privilegiado”. O bien, el propio Espinosa quiso dar “prestigio a los poemas con el arrimo de uno de los apellidos más importantes de la ciudad, Narváez, que, al fin y a la postre, es la rama de la que descienden todos los privilegiados de Antequera”.

## Obra
En la antología de Pedro Espinosa de 1605 se incluyen los cuatro sonetos de Hipólita de Narváez que se conocen.
«Atended que amenguades las espadas»
«Engañó el navegante a la Sirena»
«Fuese mi sol y vino la tormenta»
«Leandro rompe con gallardo intento»

## Recepción crítica
Si bien la crítica de la época no había prestado demasiada atención a la figura de Hipólita de Narváez, el único autor que mostró interés por su poesía, especialmente por el soneto sobre Leandro, fue Baltasar Gracián quien comentó el poema en su Agudeza y arte de ingenio.  
A partir de finales del siglo XIX y principios del XX Hipólita de Narváez aparece en historias de la literatura y antologías de escritoras españolas. Y es ya en el siglo XXI cuando se publican estudios críticos de su poesía. Todas las referencias aparecen reseñadas en la base de datos BIESES.  
Principalmente, son tres los estudios críticos que aportan interpretaciones de la poesía de Hipólita de Narváez. J. Ignacio Díez Fernández propone una posible interpretación erótica del soneto «Fuese mi sol y vino la tormenta» a partir de la dilogía presente en el poema. Belén Molina Huete analiza el aspecto petrarquista de la poesía de Hipólita de Narváez. Por último, Jane Whetnall sitúa el soneto sobre Leandro de Hipólita de Narváez dentro de la tradición o conjunto de los sonetos que tratan el mito de Hero y Leandro de los autores españoles del Siglo de Oro, iniciada con el Soneto XXIX de Garcilaso de la Vega, a diferencia de los académicos que excluyen el soneto de Hipólita de dicha tradición, debido al carácter femenino de la voz poética que se identifica con el sujeto lírico masculino.